# Intadjedite
Intadjedite is een gemeente (commune) in de regio Kidal in Mali. De gemeente telt 5400 inwoners (2009).

De gemeente werd gelijk met Alata in 2005 opgericht en bestaat uit de volgende plaatsen:
- Achakatlam
- Chibil
- Ibatantane I
- Ibayambarane
- Ibilbitiyane
- Ifougoumissene I
- Ifirgoumissene II
- Ifoulanane
- Iwinchidjane
- Kel Essouk
- Kel Ouzeiyane I
- Kel Ouzeiyane II
- Keltahakayte
- Tidjer Saloum